# Okręty podwodne projektu 658/658M
Okręty podwodne projektu 658/658M (NATO: Hotel, Hotel II, Hotel III) — pierwsze radzieckie okręty podwodne przenoszące pociski balistyczne, które wyposażone zostały w napęd jądrowy. Wyposażone w systemy rakietowe D-2, a następnie D-3, okręty tego typu służyły w radzieckiej marynarce wojennej w latach 1961–1991, stanowiąc platformy przenoszenia pocisków SLBM R-13, R-21 oraz R-29. Jednostki projektu 658 zostały przygotowane na bazie konstrukcji jednostek projektu 627A. Z uwagi jednak na niedostatki przygotowanego pośpiesznie projektu, złą jakość wykonania i niedostateczne wyszkolenie załóg, jednostki tego typu nękane były licznymi awariami i wypadkami, pociągającymi za sobą ofiary śmiertelne. Wśród nich znalazł się K-19, który dwukrotnie uległ awariom kwalifikowanym jako poważne wypadki jądrowe, z ofiarami śmiertelnymi w ludziach. Zderzył się także ze śledzącym go amerykańskim okrętem podwodnym USS „Gato” (SSN-615).

## Geneza
Wprawdzie Józef Stalin silnie wspierał rozwój broni nuklearnej, nie dopuszczał jednak do dyskusji wewnątrz sił zbrojnych nad jej zastosowaniem. Tego typu decyzje zastrzeżone były wyłącznie dla niego i kilku zaufanych generałów, którzy dążyli do budowy floty dużych oceanicznych okrętów nawodnych. Sytuację zmieniła śmierć Stalina w 1953 roku, a nacisk jaki wywierał na kontynuację tego programu admirał Nikołaj Kuzniecow, stał się jednym z powodów jego dymisji ze stanowiska dowódcy floty. W połowie lat 50. dwudziestego wieku, Komitet Centralny Komunistycznej Partii Związku Radzieckiego określił nowe drogi rozwoju floty Związku Radzieckiego oraz jej rolę i zadania. Jak nieco później napisał nowy głównodowodzący marynarki adm. Siergiej Gorszkow, który zastąpił na tym stanowisku Kuzniecowa 6 stycznia 1956 roku: „Wyznaczony przez Komitet Centralny naszej partii plan rozwoju wymagał budowy floty oceanicznej, zdolnej do wypełniania ofensywnych misji strategicznych. Okręty podwodne i lotnictwo morskie wyposażone w broń nuklearną zajmowały czołową pozycję w tych planach. W ten sposób, rozpoczął się nowy etap rozwoju naszej floty i jej nauk morskich”.

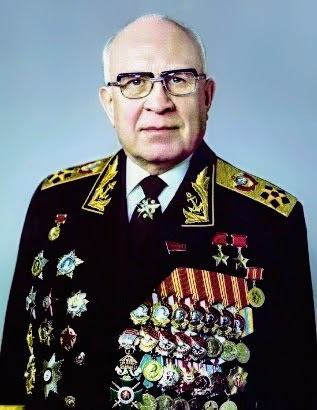
Admirał Floty Siergiej Gorszkow

W rezultacie tej rewolucji, zgodnie ze słowami admirała, po raz pierwszy w historii marynarka radziecka została przekształcona w pełnym tego słowa znaczeniu w ofensywny typ sił zbrojnych dalekiego zasięgu. Razem ze Strategicznymi Wojskami Rakietowymi, takimi które mogły wywrzeć decydujący wpływ na przebieg konfliktu zbrojnego na dużych teatrach operacji militarnych. W ciągu kilku następnych lat adm. Gorszkow wycofał ze służby przestarzałe pancerniki i starsze krążowniki, przerwał też budowę i zezłomował kilka właśnie budowanych w całości artyleryjskich nowych krążowników. Co ważniejsze, przyśpieszył toczące się już programy rozwoju nowych zaawansowanych broni. Najważniejszym z nich był program budowy dużej floty podwodnej.
W tym czasie Związek Radziecki zainicjował budowę morskich strategicznych sił uderzeniowych. Początkowo diesel-elektryczne okręty podwodne miały być uzbrojone w torpedy z głowicami nuklearnymi przeznaczone do ataku na amerykańskie porty. Co ważniejsze i bardziej praktyczne, Związek Radziecki przejął dużą ilość niemieckich technologii i specjalistów z zakresu zarówno pocisków balistycznych jak i manewrujących, umieszczając tych ostatnich początkowo w Instytucie Rabe w niemieckim Bleicherode, a następnie – po aresztowaniu – w podmoskiewskich Podlipkach, z zamiarem wykorzystania ich do opracowania broni zdolnej do ataku na nabrzeżne cele lądowe. Początkowe radzieckie konstrukcje oparte były na drugowojennych niemieckich rozwiązaniach w zakresie konstrukcji okrętów podwodnych — zwłaszcza typu XXI, radzieckie biura projektowe korzystały też niemieckich doświadczeń z wystrzeliwaniem małych rakiet z jednostek tej klasy oraz z wystrzeliwaniem pocisków V-2 z holowanych przez okręty podwodne kontenerów. Pierwszym efektem prowadzonych prac było opracowanie pocisku R-11FM, który zainstalowano w zmodyfikowanym okręcie projektu 611 (NATO: Zulu) B-67, oznaczanym odtąd jako okręt projektu W611 (NATO: Zulu IV½). Wkrótce jednak biuro konstrukcyjne SKB-385 opracowało nowy system rakietowy D-2 z pociskami R-13 (NATO: SS-N-4 Sark) przenoszonymi przez opracowane w biurze CKB-16 okręty podwodne projektu 629 (NATO: Golf), które zostały wyposażone w taki sam diesel-elektryczny napęd, jaki zastosowano w jednostkach myśliwskich projektu 641 (NATO: Foxtrot). Jednostki typów Zulu IV½ oraz Golf stały się w ten sposób pierwszymi na świecie okrętami podwodnymi przenoszącymi rakietowe pociski balistyczne. W tym samym jednak czasie, w Stanach Zjednoczonych, szef operacji morskich admirał Arleigh Burke prowadził program rozwoju systemu rakietowego Polaris — pierwszego na świecie systemu rakietowego opartego o okręty podwodne napędzane energią nuklearną. Zalety napędu jądrowego dla okrętów strategicznych wydawały się oczywiste, stąd też Związek Radziecki rozpoczął swoje własne prace w tym zakresie.

### Konstrukcja i budowa

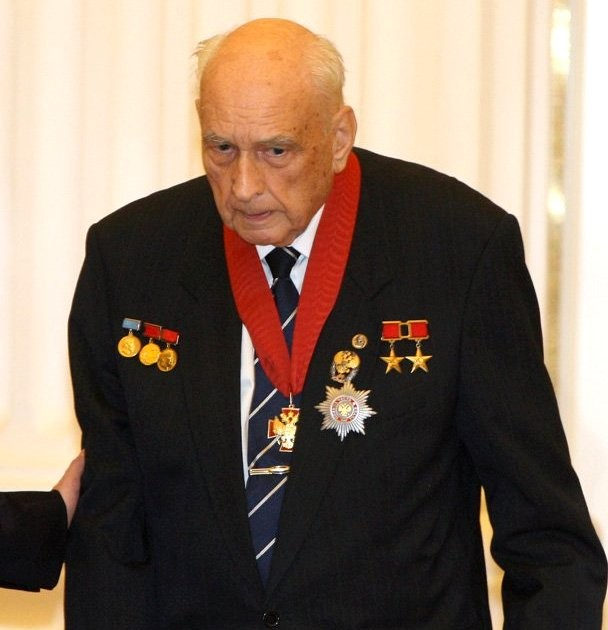
Siergiej Kowalow w 2009 roku

Decyzję o budowie napędzanych energią jądrową okrętów podwodnych projektu 658 podjęto 26 sierpnia 1956 roku. Jeszcze w sierpniu tego samego roku podjęte zostały prace nad projektem pierwszych radzieckich jądrowych okrętów podwodnych wyposażonych w pociski balistyczne. Prowadziło je biuro konstrukcyjne CKB-18 w oparciu o konstrukcję jednostek projektu 627A. Zespół pod kierunkiem P.Z. Gołosowskiego, następnie I.B. Michaiłowa, a ostatecznie Siergieja Kowalowa, w pierwszym kwartale 1957 roku ukończył projekt techniczny. Z racji wyznaczonego sztywnego terminu ukończenia prototypu okrętu, nie został przygotowany żaden projekt wstępny. Projekt przewidywał jednostki o wyporności nawodnej 4080 ton oraz podwodnej 5 240 ton (5 000 m³). Jednostki te zostały pierwotnie wyposażone w trzy pociski R-13 (NATO: SS-N-4), a także w wyrzutnie torpedowe 533 mm oraz 400 mm – podobnie jak okręty projektu 675 (NATO: Echo II) – celem zwalczania niszczycieli ZOP. Siłownia tych okrętów podobna była do zainstalowanej w jednostkach projektu 627A (NATO: November SSN) oraz projektów 659 i 675 (NATO: Echo SSGN), z dwoma reaktorami wodno-ciśnieniowymi WM-A o łącznej mocy 35 000 SHP — 70 MW każdy oraz dwoma turbinami parowymi. Były to reaktory pierwszej radzieckiej generacji, korzystające z paliwa nuklearnego opartego na uranie wzbogaconym do 20 procent zawartości uranu-235.
|       | Stocznia                  | Wodowanie            | Wejście do służby    | Wycofanie ze służby  |
| ----- | ------------------------- | -------------------- | -------------------- | -------------------- |
| K-19  | Zakład 402 Siewierodwińsk | 11 października 1959 | 12 listopada 1960    | 19 kwietnia 1990     |
| K-33  | Zakład 402 Siewierodwińsk | 6 sierpnia 1960      | 24 grudnia 1960      | 1988–1990            |
| K-55  | Zakład 402 Siewierodwińsk | 18 września 1960     | 27 grudnia 1960      | 14 marca 1989        |
| K-40  | Zakład 402 Siewierodwińsk | 18 czerwca 1961      | 27 grudnia 1961      | 12 października 1986 |
| K-16  | Zakład 402 Siewierodwińsk | 31 lipca 1961        | 28 grudnia 1961      | 1988–1990            |
| K-145 | Zakład 402 Siewierodwińsk | 30 maja 1962         | 31 października 1962 |                      |
| K-149 | Zakład 402 Siewierodwińsk | 20 lipca 1962        | 27 października 1962 | 1988–1990            |
| K-178 | Zakład 402 Siewierodwińsk | 1 kwietnia 1962      | 8 grudnia 1962       |                      |

Okręty podwodne projektu 658 były jednostkami dwukadłubowymi o dużej dzielności morskiej niezbędnej do prawidłowego startu rakiet balistycznych. Całkowita długość podzielonego na 10 przedziałów kadłuba wynosiła 114 metrów, maksymalna średnica 9,2 metra, zaś zanurzenie 7,31 metra. Nie jest jednoznacznie ustalona konstrukcyjna głębokość zanurzenia okrętów tego projektu. Według niektórych źródeł wynosiła ona 300 metrów, jednak inne wskazują na 240 metrów — na 300 zaś metrów określają maksymalną głębokość zanurzenia.
Budowę pierwszego okrętu rozpoczęto w zakładzie 402 w Siewierodwińsku 17 października 1958 roku. Pierwszy z ośmiu okrętów projektu — K-19, został zwodowany 11 października 1959 roku. Duży kiosk mieścił trzy wyrzutnie rakiet opracowanego dla jednostek projektu 629 (NATO: Golf) systemu rakietowego D-2. W systemie D-2 jednostki projektu 658 mogły przenosić trzy pociski R-13. Start tych pocisków mógł się odbywać wyłącznie w położeniu nawodnym, zaś wszystkie trzy mogły być wystrzelone w ciągu 12 minut od wynurzenia. Były to jedne z pierwszych na świecie okrętów przenoszących morskie pociski balistyczne, których system energetyczny oparty był na reaktorach jądrowych. Wyposażenie pierwszego okrętu tego typu, zostało nieznacznie wyprzedzone przez pierwszy amerykański okręt rakietowy USS „George Washington” (SSBN-598), który jednak wyposażony został w 16 wystrzeliwanych spod wody pocisków Polaris A-1.
Wyposażenie okrętów składało się między innymi z radaru obserwacji powierzchni Flag (NATO: Snoop Tray} oraz pasywnego sonaru średnich częstotliwości. Jednostki tego projektu miały cztery wyrzutnie torpedowe kalibru 533 milimetry na dziobie oraz cztery wyrzutnie kalibru 400 milimetrów na rufie. Uzbrojone były w pierwsze radzieckie samonaprowadzające się torpedy o prędkości przekraczającej 40 węzłów 53-61, później także 53-65K oraz SET-65.
W latach 1960–1962 w Siewierodwińsku ukończono osiem jednostek projektu 658 (Hotel); budowa kolejnych okrętów rakietowych tego typu była planowana, lecz została zatrzymana w roku 1959 w związku z utworzeniem Strategicznych Wojsk Rakietowych i anulowaniem programów morskich strategicznych sił uderzeniowych. Wszystkie jednostki tego projektu miały problemy techniczne. Najważniejszą z przyczyn tych problemów była niska jakość wykonania oraz brak, czy też niedostatek kontroli jakości w stoczniach i u dostawców komponentów. W opinii szefa zespołu konstruktorów – Siergieja Kowalowa: To była prawdziwa katastrofa – przeciekające generatory pary, przeciekające kondensatory i, praktycznie, wojskowa użyteczność tych jednostek była wątpliwa.
Podobne do czołowego radzieckiego konstruktora zdanie na temat tych okrętów miał amerykański wywiad marynarki (Office of Naval Intelligence). Na przełomie lat 50. i 60., flota amerykańska była żywo zainteresowana radzieckimi postępami w rozwoju technologii nuklearnych, toteż amerykańskie okręty podwodne często śledziły radzieckie jednostki typów Hotel (658), Echo (659) oraz November (627A). Według wczesnych raportów amerykańskich, okręty tych typów były prymitywne i hałaśliwe, toteż łącząc ich anglojęzyczne oznaczenia, w wewnętrznym żargonie służby ironicznie określano je akronimem HENs (kury).

## Modyfikacje
Ponieważ wystrzeliwanie rakiet w położeniu nawodnym narażało okręty na wykrycie i zniszczenie przez wrogie siły ZOP, w 1963 roku wprowadzono do uzbrojenia pocisk balistyczny R-21 (w kodzie NATO SS-N-5 Serb). Zdecydowano o przezbrojeniu okrętów projektu 658 w te rakiety, co wiązało się z poważną modernizacją jednostek i zmianą oznaczenia na projekt 658M (na Zachodzie znane jako Hotel II). Celem zapobieżenia zmianie wyporności okrętu po opuszczeniu wyrzutni przez pocisk oraz zapewnienia możliwości utrzymania okrętu po starcie rakiety na tej samej głębokości, wyrzutnia jeszcze przed startem miała zostać wypełniona wodą, a jednostki 658M musiały zostać zaopatrzone w dodatkowe zbiorniki balastowe. Przezbrojenie wszystkich okrętów – z wyjątkiem K-145 – do przenoszenia systemu rakietowego D-4, nastąpiło w latach 1963–1967.
W związku z opracowaniem nowej generacji pocisków balistycznych R-29 o powiększonym zasięgu, w 1965 roku biuro projektowe CKB-18 zaproponowało przebudowanie jednego z okrętów projektu 658 (o oznaczeniu alfanumerycznym K-145) na eksperymentalnego nosiciela międzykontynentalnych rakiet balistycznych, który został oznaczony jako projekt 701. Okręt został przebudowany przez stocznię w Siewierodwińsku w latach 1965–1970. Kadłub jednostki został przedłużony do 130 metrów, zaś wyporność na powierzchni wzrosła do 5500 ton, w zanurzeniu zaś do 6400 ton. W nomenklaturze NATO otrzymał oznaczenie Hotel III. Jego maksymalna prędkość nawodna uległa redukcji do 18 węzłów, zaś podwodna do 22 węzłów. Okręt wyposażono w sześć wyrzutni pocisków R-29.
W grudniu 1971 roku nastąpił pierwszy udany start rakiety R-29 z wyrzutni okrętu. Podczas jednej z kolejnych prób w marcu 1972 roku doszło do eksplozji paliwa rakietowego w jednej z wyrzutni. Usuwanie szkód trwało do sierpnia 1972 roku. Później nadal prowadzono próby z nowym typem rakiet, zakończone przyjęciem R-29 na uzbrojenie radzieckiej marynarki wojennej. K-145 powrócił do służby liniowej w grudniu 1976 roku, a pozostałych okrętów projektu 658M nie przezbrojono w nowy typ rakiet.
Dwa okręty projektu 658: K-55 i K-178 przebudowano na początku lat 70. XX wieku na torpedowe okręty podwodne (nazwane projektem 658T), w 1977 roku ponownie modernizując je jako okręty łączności (nazwa projektu 658U).

## Służba operacyjna
Dwa okręty projektu 658, które wybudowane zostały w 1960 roku, zostały wysłane do bazy Zapadnaja Lica, gdzie wraz z okrętami projektu 627A utworzyły brygadę. W styczniu 1961 roku brygada stanowiła podstawę Pierwszej Flotylli, składającej się z dwóch dywizjonów — 3. dywizjonu (jednostki projektu 627A) oraz 31. dywizjonu składającego się z jednostek projektu 658. W marcu 1964 roku dywizjon został przeniesiony do bazy Jagielnaja w Gadżyjewie w Obwodzie murmańskim, gdzie dołączył do 12. Eskadry — przekształconej później w 3. Flotyllę Nuklearnych Okrętów Podwodnych. Pod koniec lat 60., po powiększeniu dywizjonu o nowe strategiczne okręty projektu 667A, jednostki projektu 658M uformowały 18 Dywizjon, który pod koniec roku 1970 został przeniesiony do bazy Griemicha. Wszystkie uzbrojone w pociski rakietowe jednostki projektu 658M Floty Północnej, zostały wycofane ze służby strategicznej w latach 1986–1991.
Dwa okręty projektu 658 (K-178 i K-55) zostały włączone do Floty Oceanu Spokojnego w, odpowiednio, sierpniu 1963 i we wrześniu 1968 roku, z portami na Kamczatce, w ramach 45. Dywizjonu Nuklearnych Okrętów Podwodnych. Obydwie jednostki zostały przebudowane do projektu 658M i zakończyły służbę odpowiednio w latach 1988 i 1990.
W latach 1969–1970 K-145 został przebudowany według projektu 701 (NATO: Hotel III), dla testów pocisku balistycznego R-29. Kadłub okrętu został w tym celu przedłużony do 130 metrów, co zwiększyło wyporność do 5 500 ton na powierzchni oraz 6400 ton w zanurzeniu. Zmniejszeniu uległa jednak prędkość maksymalna okrętu do 18 węzłów na powierzchni oraz 22 węzłów w zanurzeniu. Umożliwiło to jednak instalację w okręcie sześciu wyrzutni pocisków R-29. Tak uzbrojony okręt projektu 701 wszedł ponownie do służby w roku 1976.
W marcu 1972 roku trakcie prób startu rakiet R-29 doszło do wybuchu pocisku przy otwartej wyrzutni na pokładzie K-145 w położeniu nawodnym. Usuwanie szkód trwało do sierpnia 1972 roku. Wycofano go z linii w 1989 roku i złomowano siedem lat później.

### K-19

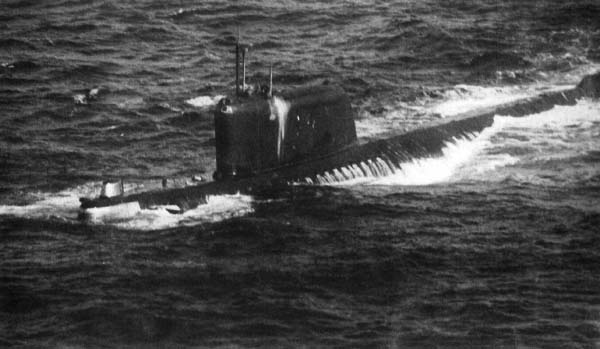
Wykonane 29 lutego 1972 roku zdjęcie z pokładu samolotu US Navy, przedstawia K-19 po awarii na Północnym Atlantyku

Słaba jakość wykonania okrętów tego typu oraz niska jakość materiałów, słabe wyszkolenie załóg, powszechne w radzieckiej marynarce wojennej niedbalstwo, przypadki wymyślania danych, fałszowania raportów, zatajania istotnych faktów technicznych, czy nawet awarii, doprowadziły do szeregu katastrof i poważnych awarii jednostek tego projektu. Pierwsza z nich zaszła w lutym 1961 roku, kiedy K-19 — jeden z najbardziej pechowych okrętów podwodnych w globalnej historii marynarek wojennych, bądź też jeden z najgorzej zbudowanych — nie był w stanie opuścić portu z powodu utraty ciśnienia w pierwszym obwodzie chłodzącym reaktora. Co gorsza, niedługo potem doszło do nadmiernego wzrostu ciśnienia do 400 atm w tym samym obiegu reaktora, lecz dowódca okrętu Mikołaj Władymirowicz Zatajew zataił ów fakt, skutkiem czego okręt wyszedł na swój pierwszy patrol z osłabionym lub uszkodzonym systemem obiegu chłodziwa. Podczas tego patrolu, gdy okręt brał udział w ćwiczeniach morskich na Atlantyku w pobliżu Południowej Grenlandii, doszło do awarii lewej pompy chłodziwa reaktora, gdy okręt znajdował się na głębokości 200 metrów. W rezultacie wybuchu rurociągu chłodziwa, doszło do skażenia okrętu, w rezultacie czego cała załoga została poddana znacznemu promieniowaniu radioaktywnemu, zanim okręt zdołał wypłynąć na powierzchnię. Załoga zdołała wprawdzie dokonać prowizorycznej naprawy pompy, wkrótce jednak musiała zostać ewakuowana na pokłady dwóch innych okrętów podwodnych o napędzie diesel-elektrycznym, K-19 zaś został odholowany. Według niektórych źródeł ze 139 członków załogi okrętu w tym rejsie, niemal natychmiastową śmierć poniosło 8 osób. 14 innych członków załogi poniosło śmierć wskutek napromieniowania w ciągu następnych kilku lat. W latach 1962–1964 cała sekcja reaktora okrętu musiała zostać wymieniona w stoczni w Siewierodwińsku, zaś oryginalna skażona sekcja reaktora została wrzucona do Morza Karskiego. Według nieoficjalnych informacji, przyczyną awarii było nieprawidłowe spawanie rurociągu chłodziwa pierwszego obiegu, które zostało dodatkowo osłabione przez skokowy wzrost ciśnienia przed wyjściem z portu. Radzieckie dowództwo postanowiło wykorzystać nadarzającą się okazję na sprawdzenie wpływu promieniowania i skażenia radioaktywnego na elementy pocisków balistycznych i ich paliwo rakietowe. Obecne w trakcie wypadku w wyrzutniach K-19 trzy pociski R-13 po dwóch miesiącach wentylacji okrętu zostały wydobyte, a następnie zainstalowane w okręcie podwodnym o napędzie diesel-elektrycznym i z sukcesem wystrzelone.
Według niektórych źródeł – zwłaszcza zachodnich – w latach 1968–1969 K-19 uległ przezbrojeniu w pociski RSM-40, brak jest jednak potwierdzenia tej informacji w źródłach rosyjskich, a informacja ta wydaje się wątpliwa, gdyż pociski R-29 były testowane z wyrzutni lądowych aż do końca 1971 roku. 15 listopada 1969 roku K-19 wyszedł na kolejny patrol, podczas którego zderzył się na Morzu Barentsa ze śledzącym go amerykańskim okrętem myśliwskim USS „Gato” (SSN-615) typu Permit. Żaden z okrętów nie uległ zniszczeniu, jednak kolizja niemal całkowicie zniszczyła dziobowe anteny sonaru oraz uszkodziła wyrzutnie torpedowe K-19.
24 lutego 1972 roku na pokładzie przebywającego w zanurzeniu około 1300 km na północny wschód od wybrzeży Nowej Fundlandii K-19 wybuchł pożar. Po trwającej ponad miesiąc akcji ratunkowej prowadzonej przez radziecką flotę, okręt udało się uratować, jednak życie utraciło 28 marynarzy.

## Zmierzch okrętów typu Hotel
Jednostki tego projektu stanowiły początkowo podstawę radzieckiego morskiego systemu odstraszania jądrowego. Niemal jednak równolegle z jednostkami radzieckimi, swoje strategiczne nuklearne okręty podwodne wprowadziły do służby Stany Zjednoczone. Już wkrótce po wprowadzeniu do służby jednostek typu George Washington okazało się, że pierwsza generacja amerykańskich okrętów strategicznych pod każdym względem zdecydowanie przewyższała okręty radzieckie. Okręty systemu rakietowego Polaris przenosiły 16 pocisków Polaris A-1 i A-2 w porównaniu do trzech pocisków w radzieckich okrętach z systemami rakietowymi D-1 i D-2, były też znacznie cichsze i – w praktyce – niewykrywalne dla ówczesnego radzieckiego systemu ZOP. Zdolne były też do podwodnego wystrzelenia pocisków, zapewniały wyższy komfort służby swoim załogom, a dzięki lepszej jakości wykonania i systemowi dwóch załóg, mogły spędzać więcej czasu na patrolach bojowych służby strategicznej. Toteż radzieckie biura konstrukcyjne zaczęły pracować nad drugą generacją jednostek tej klasy – biorącą swój początek od okrętów projektu 667A (NATO: Yankee I), które miały dorównać okrętom amerykańskim i stopniowo wyparły typ Hotel z radzieckiej służby strategicznej, które przez wiele jeszcze jednak lat służyły jednak do innych zadań.